# Cal Pepus de la Llorença
Cal Pepus de la Llorença és una obra del municipi de Piera (Anoia) inclosa en l'Inventari del Patrimoni Arquitectònic de Catalunya.

## Descripció
Edifici de planta rectangular. De planta baixa i dos pisos. Dues façanes formen cantonada al carrer i les altres s'obren al jardí que queda delimitat per uns murs amb balustres de terracota. Destaquen la porta d'entrada (aprofitada d'un antic celler), els balcons fets amb elements metàl·lics i rajoles i sobretot les arcades que formen la galeria del segon pis i els dos rellotges de sol. La coberta és a quatre vessants amb un important ràfec suportat per mènsules de fusta. A l'interior destaca un arrambador de majòliques i altres elements modernistes i noucentistes, També és interessant el jardí.

## Història
Casa construïda a partir de les restes d'un antic celler i magatzem. Les obres van durar diversos anys i s'acabà durant la guerra civil (1936-37). En la dovella de la clau de la porta hi ha la inscripció 1819 PEPUS DE LA LLORENÇA; NOM DE LA PRIMITIVA CONSTRUCCIÓ EL QUAL S'ha conservat. El promotor de l'obra fou Josep Vidal qui va introduir la penicil·lina a Espanya.